# Marian Seldes
Marian Hall Seldes (ur. 23 sierpnia 1928 w Nowym Jorku, zm. 6 października 2014 tamże) – amerykańska aktorka filmowa, telewizyjna i teatralna.

## Życiorys
Marian Seldes urodziła się 23 sierpnia 1928 roku jako córka pisarza Gilberta Seldesa i Alice Wadhams Hall. Zadebiutowała na Broadwayu w 1948 roku w adaptacji Medea z aktorką Judith Anderson. Zagrała w wielu serialach i w filmach. W 2010 roku otrzymała nagrodę Tony za całokształt twórczości, a także trafiła do księgi rekordów Guinnessa za udział w 1809 przedstawieniach w przedstawieniu Deathtrap, nie opuszczając żadnego spektaklu. Zmarła w wieku 86 lat.

## Filmografia

### Filmy
- 1957: Obcy chłopiec jako pani Murse
- 1957: Prawdziwa historia Jesse Jamesa jako Rowena Cobb
- 1958: The Light in the Forest jako Kate Owens
- 1959: Crime & Punishment, USA jako Debbie Cole
- 1965: Opowieść wszech czasów jako Herodiada
- 1975: Kate MsShane jako sekretarka
- 1976: The War Widow jako Koleżanka Jenny
- 1978: Palce jako Ruth
- 1992: Betty Lou strzela jako szefowa bibliotekarek Margaret Armstrong
- 1994: Chora krew jako Justice Susie Sharp
- 1995: Truman jako Eleanor Roosevelt
- 1997: Prywatne piekło jako Alma Pittman
- 1997: Na przekór całemu światu jako Leah Schroth
- 1997: Alex – sam w domu jako pani Hess
- 1998: Celebrity (film) jako Gość na przyjęciu
- 1999: Nawiedzony jako pani Dudley
- 2000: Tylko w duecie jako Harriet Gahagan
- 2000: Gdyby ściany mogły mówić 2 jako Abby Hedley
- 2001: Romanssidło jako matka Eugenie
- 2002: Koniec z Hollywood jako Alexandra
- 2003: Uśmiech Mony Lizy jako prezydent Jocelyn Carr
- 2004: Chorał jako Iva Stearns
- 2006: Nocny gość jako Nora Cantata
- 2007: Cudowne dziecko jako Dziekan w Juilliard
- 2007: Miriam jako pani H. T. Miller
- 2007: Spotkanie jako Barbara
- 2007: Dziewczyna z przedmieścia jako Margaret Paddleford
- 2008: Miłośne gierki jako urzędniczka
- 2008: Home jako Peggy
- 2010: Chłopak do towarzystwa jako Vivian Cudlip
- 2011: Jeremy Fink and the Meaning of Life jako Mabel Billingsly

### Seriale
- 1952: Guiding Light jako madame Ava
- 1968: Tylko jedno życie jako Sonya Cramer
- 1983: Loving jako Denise Nostrand
- 1991: Good & Evil jako Charlotte Sandler

### Gościnnie
- 1947: Kraft Television Theatre
- 1948: Studio One
- 1954: Disneyland jako Kate Owens
- 1954: Climax! jako Betty
- 1955: Matinee Theatre jako Sarah / Stella
- 1955: Jane Wyman Presents The Fireside Theatre jako Sophie
- 1955: The Millionaire jako Dorothy McAllister
- 1955: Gunsmoke jako pani Mary Cullen
- 1955: Alfred Hitchcock przedstawia jako Lydia
- 1956: Playhouse 90 jako Kate Sullivan / Molotov
- 1956: Zane Grey Theater
- 1957: The Court of Last Resort jako Roberta Farrell
- 1957: M Squad jako Martha
- 1957: Have Gun – Will Travel jako Mollie Stanton
- 1958: Shirley Temple’s Storybook jako Wdowa Enga
- 1958: Westinghouse Desilu Playhouse jako Louise
- 1958: The Rifleman jako Ruth McCain / Hazel
- 1959: The Big Fisherman jako Arnon
- 1961: The Defenders jako Ethel / Lillian Conn
- 1965: Branded jako Neela
- 1967: Mannix jako Ida Colby
- 1984: Kate i Allie jako Marion
- 1984: Who’s the Boss? jako Nanna
- 1984: Napisała: Morderstwo jako Lydia Winthrop
- 1990: Prawo i porządek jako Suzanne
- 1990: Skrzydła jako Eleanor Kingsbury
- 1993: Frasier jako Betty
- 1995: Central Park West jako Suzanne Dark
- 1996: Remember WeNN jako panna Frye
- 1996: Cosby jako Elaine
- 1998: Seks w wielkim mieście jako matka Mr. „Biga”[1]
- 1999: Prawo i porządek: sekcja specjalna jako Peggy Kendall
- 2000: Na granicy światów jako Katerina Risavitch
- 2001: Prawnicy z Centre Street jako Dean Gibbons
- 2004: Clubhouse jako Nana Georgia
- 2006: Księga Daniela jako babcia Helen
- 2009: Siostra Jackie jako Tottie

### Słuchowiska radiowe
- 1977: CBS Radio Mystery Theater: A Scandal in Bohemia jako Irene Adler